# Сірухалес-дель-Ріо
Сірухалес-дель-Ріо (ісп. Cirujales del Río) — муніципалітет в Іспанії, у складі автономної спільноти Кастилія-і-Леон, у провінції Сорія. Населення — 28 осіб (2010).
Муніципалітет розташований на відстані близько 200 км на північний схід від Мадрида, 16 км на північний схід від Сорії.

## Демографія
Динаміка населення (INE ):